# Église du Sauveur de Berestove
L'église du Sauveur de Berestove (en ukrainien : Церква Спаса на Берестові) est une église située au nord de la laure des Grottes de Kiev, à Berestove (en), en Ukraine.
Bien que située à l'extérieur des fortifications de la laure des Grottes de Kiev, l'église du Sauveur fait partie du complexe de Lavra et du site du patrimoine mondial associé.

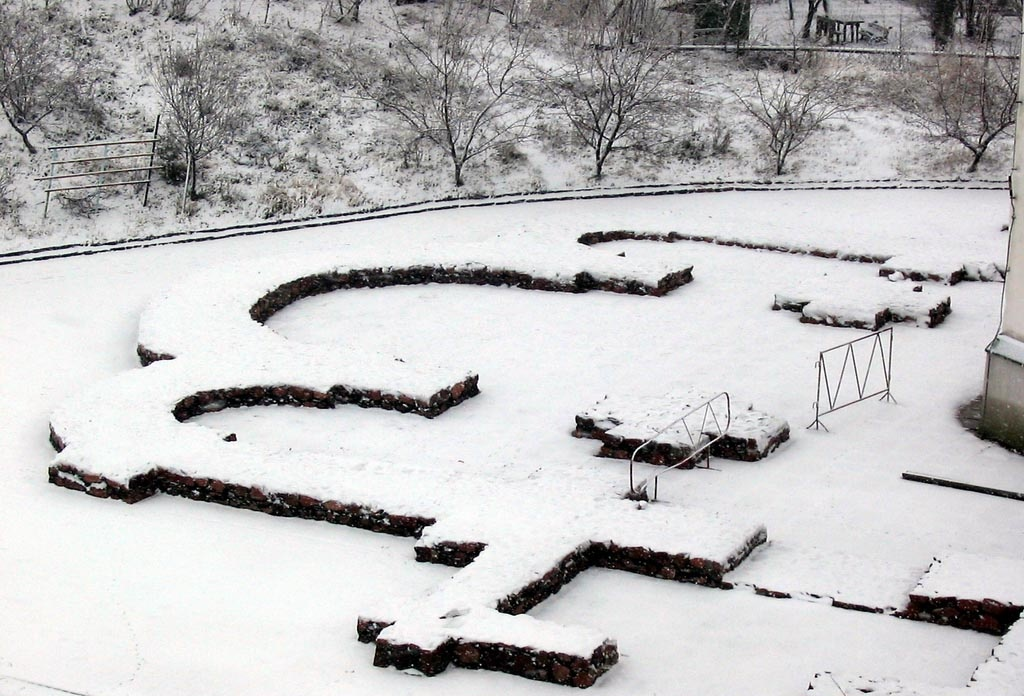
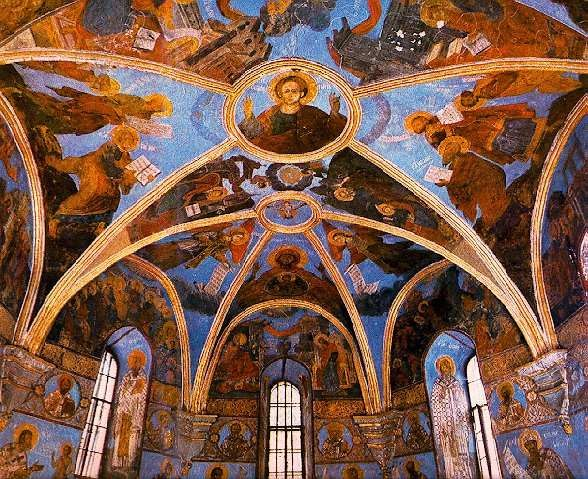
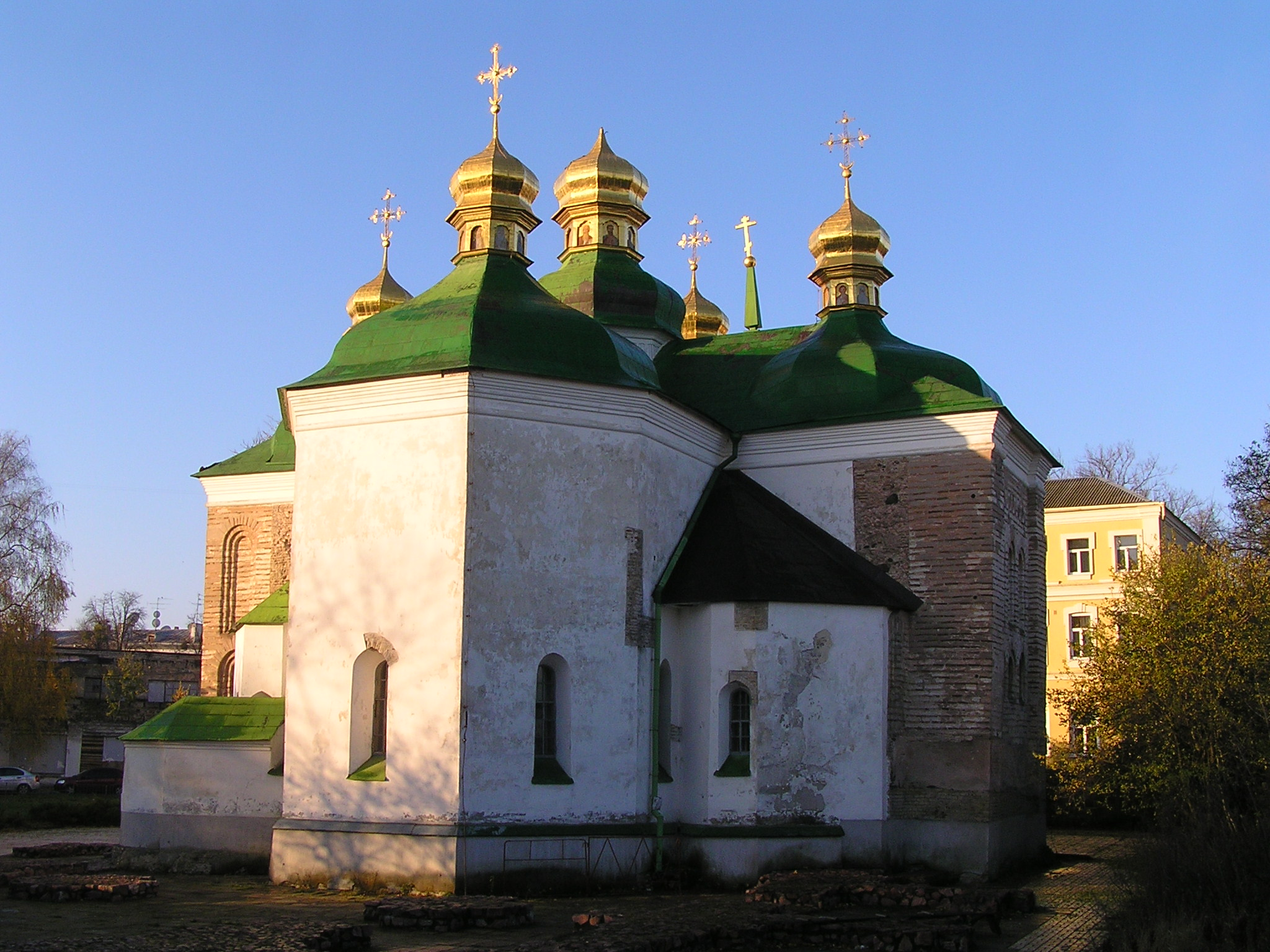
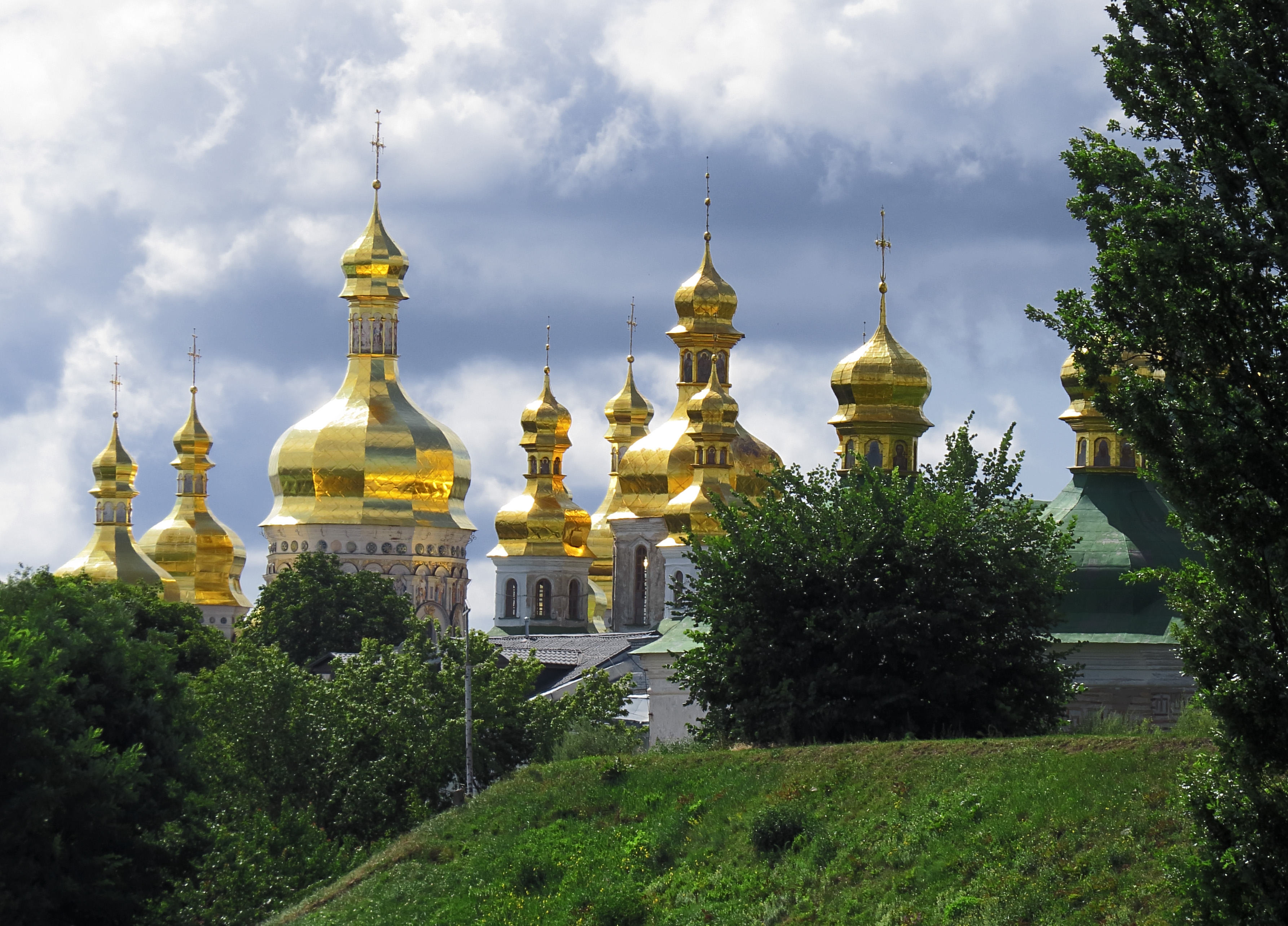